# Maria Holaus
Maria Holaus, avstrijska alpska smučarka, * 19. december 1983, Brixen im Thale.
Nastopila je na Svetovnem prvenstvu 2007 im zasedla 21. mesto v smuku. V svetovnem pokalu je tekmovala štiri sezone med letoma 2007 in 2010 ter dosegla eno zmago v superveleslalomu in še tri uvrstitve na stopničke. V skupnem seštevku svetovnega pokala je bila najvišje na 25. mestu leta 2008.